# 保留性交
保留性交（coitus reservatus，也稱sexual continence，俗稱Edging）又名保留交媾，一般称性伴侶在性交过程中尽可能延缓射精、恒久保持在性持续期。
此种思维观念的性生活又称作“不完全性交”（Karezza）。許多人認為，「不完全性交」（Karezza）來自義大利語的「愛撫」（Carezza）；英國哲學家亞蘭·瓦茲則認為該辭彙來自波斯語。也有人認為Karezza一詞為婦產醫師愛莉絲·斯托克罕醫師所創，和密宗佛教的含蓄性交（Maithuna）與印度瑜珈的自然（Sahaja）同源。
玫瑰十字會曾鮮為人知地進行含保留交媾的儀式。

## 不完全性交
根據斯托克罕醫師的記載︰「不完全性交（Karezza）是表示『同时以語言和行動實踐表達情愛』︰它是發自深度的情意，透過此一理念與技巧而實現極致的身心交融，彷若一體。」實行上不仅自我控制，更在性伴侶雙方互相協調配合。当个人层面在性生活情愛表達上面临困难重重时，此理念也是能藉此克服的门钥。因此，斯托克罕醫生真正的用意，是将原本适用於女人的性高潮控制同等思路应用於男性。
約翰·威廉·洛依德是採用不完全性交（Karezza）性生活的力行者，根據他在加拿大精神病學家里查·布克所著《Cosmic Consciousness）》书中提及的「宇宙與意識之連結」他自己的经验表示，不完全性交的技巧不仅用作一种節育方法，甚至更能延续性愉悦感臻於化境。此等性高潮與射精大異其趣，這使得有可能不必射精而在性行为中安於愉悦，仍維持性高潮感。
一些人撫慰時也運用不完全性交的概念，延長快感並延後高潮。這種把快感推到瀕臨高潮極限邊緣的做法，其實和不完全性交的初衷相左。在拉丁文學中，稱之為Coitus sine ejaculatione seminis（不射精的性）。
在親密關係中，不完全性交的目的在於保持，也著實在於強化性慾與性愛享受。斯托克罕醫師在十九世紀時便已指出，男性射精後必須花兩週至一個月的時間恢復︰「若非為了生兒育女，應杜絕象徵繁殖的高潮結尾。」。她強調，若減少，尤其若能禁止射精，親密關係的「蜜月期」將得以永續。

## 保留性交
保留性交與不完全性交非常相似，但有個小小的差異︰不完全性交要求男女皆控制高潮，但保留性交當中，女性得以透過男性的自我控制達到長時間的連續高潮。
一些人認為保留性交的主要缺點，在於它無法有效節育與防範性傳染病，因為性交過程中陰莖流出的尿道球腺液含有和精液相同的病源體；雖然目前的實驗皆尚未證實尿道球腺液中也含有精子，但由於控制射精的難度之高，在保留性交中失控的射精也往往導致女方受孕。

### 對保留性交的觀感
英國小說家阿道斯·赫胥黎在他生涯最後一部小說《島》當中指出︰“含蓄性交（Maithuna）是情愛中的瑜珈，其精神與羅馬天主教的‘保留性交（Coitus reservatus）’一致。”亞蘭·瓦茲在其著作《自然與男女》（Nature, Man and Woman ）當中也提及保留性交：「我真希望聽到人們為保留性交發聲，說那是門徒們流傳到教會的神祕習俗，且多年來在教會完善的守護下它迴避了世俗的視線；其奧祕之深遠，遠超世上所有宗教習俗，而人們將因此質疑它的存在……」英國作家諾曼·路易斯在《那不勒斯1944》一書中宣稱，自南法到義大利對抗瘟疫的聖洛可，是保留性交的主保聖人︰「我和當地人一致建議他品嚐蛋黃馬沙拉甜酒，並佩戴守護保留交媾的聖洛可徽章。只要是當地的聖器店都買得到這徽章。」外界一般承認，天主教會容許保留性交，並將保留性交納入兩性教條，但和性交中斷法一樣，保留性交也面臨許多性病防治和避孕相關的質疑。
英國心理學家哈維洛克·艾利斯指出︰「長時間持續的性行為當中、男方壓抑的性高潮可換來女方多次的性高潮，是為保留性交。它不僅對女性無害，更提供女性前所未有的慰藉與滿足。」
在十九世紀紐約的歐奈達公社當中，創辦人約翰·漢弗萊·諾伊斯以「雄性克制」的名義對居民實地試驗了保留性交，歷時二十五年。

## 玫瑰十字會
自首任統帥哈維·史賓塞·路易斯創辦遠古薔薇十字祕教（AMORC）以來，該組織至今對外一致表示，他們未曾祕密進行任何性交習俗；但反觀他們的勁敵，也就是以羅本·克萊墨（Dr. R. Swinburne Clymer）為首的玫瑰十字兄弟會（FRC），卻以保持血統純正為緣由實行交媾儀式。克萊墨統帥提倡雙方同時達到高潮的性行為，並極力反對保留性交與不完全性交等壓抑高潮的行為。雖然路易斯統帥宣稱，AMORC是國際祕教聯盟（FUDOSI）在北美洲唯一承認的玫瑰十字會正統，但身為性科學家的國際祕教聯盟秘書長卻由衷贊成不完全性交與保留性交在美國、甚至全世界的推廣，進而防範性能力的濫用與浪費、並促進家庭和諧。
阿諾·科倫沐-赫勒博士在德國與南美洲創辦了遠古玫瑰十字兄弟會（FRA），其中流傳的性行為教條寫道︰「將陰莖伸入陰道且不射精（Immissio Membri Virile In Vaginae Sine Ejaculatio Seminis）。」FRA知名成員山謬·昂·維奧實踐了這項教條，進而寫成了《完美婚姻》一書。

## 爭議
愛莉絲·斯托克罕曾被法庭勒令終止不完全性交的推廣，並遭郵政稽查員安東尼·康斯脫克逮捕，落得同許多兩性革命志士般的下場。在紐約基督教青年會及自然歷史博物館創辦人莫里斯·捷塞浦的支持下，他的百萬身價連同社會影響力成為康斯脫克成立紐約正風協會（NYSSV）的最大助力，包括銀行家約翰·皮爾蓬·摩根在內的諸多美國上流仕紳也紛紛起而響應。康斯脫克向國會遊說，希望政府加強對猥褻傳媒與避孕思想的管制。短短數個月後，國會通過了康斯脫克法案，並指名由康斯脫克本人擔任該法案的郵政特別探員。他讓為數眾多的婚姻靈性改革領袖鋃鐺入獄，即使是身為林肯密友的帕斯卡·藍道夫也難逃囹圄之災；女權運動先驅艾達·克拉多克在多次以散播色情、妨害風化罪嫌遭囚禁之後尋短輕生。歐奈達公社也蒙受媒體猛烈抨擊，其創辦人諾伊斯於1879年6月22日被迫潛逃至加拿大，但在加拿大，諾伊斯繼續向大眾宣導聖保羅反對通姦私情，不婚者則獨身禁慾。

## 男性生理
阴茎根是在陰莖的近位點，龟头是在陰莖的遠位點。龟头上的包皮小囊，與阴茎根上面恥骨區的提陰莖韌帶，分別是調情與洩精的重要關鍵點，尤其是在洩精剎那，此二點呈現滿弦射箭狀。
醫師指出在性事過程中，一些輔助動作可緩和射精的情況。比如，當男方覺得受不了要洩精時，可由男方自己或請伴侶幫忙，壓按會陰區域、刺激海綿體。或者，可按壓男方的球海綿體肌與肛門括約肌，半握緊地擠壓推托，按揉陰囊後方的會陰區，並稍擠壓肛門口。
男性平時保養可從阴茎根區用中指壓按會陰穴，左右各一指揉按陰莖腳，掌心捧著阴囊（睪丸），腕部包裹著龟头，作壓揉式按摩，早晚各三至十分鐘。

## 脚注
1. 1 2  意在恆久保持在性持续期，而無意於“性反应周期”後面的進程（性消散期等）。
2. ↑  約翰·威廉·洛依德（英语：John William Lloyd），美國個人安那其主义者。
3. ↑  里查·布克（Richard M. Bucke）（英语：Richard Maurice Bucke），与美国诗人沃尔特·惠特曼相识。
4. ↑  李家雄. . 橘子文化事業. 2006.